# Thomas Aubert
Thomas Aubert (XV/XVI w.) – francuski żeglarz z Dieppe (Normandia), jeden z pierwszych, którzy dopłynęli do wybrzeży Ameryki Północnej, niedługo po 1504, a następnie na okręcie „La Pensée” (należącym do Jeana Ango) w 1508 wykonał podróż tam i z powrotem, przywożąc do Francji (do portu Rouen) pierwszych Indian (ci ubrani w swoje stroje oraz pokazujący swoje dobra życia codziennego wywołali znaczne poruszenie) oraz przekazał Normandczykom położenie łowisk w okolicach Nowej Fundlandii (Cabotowskiej Bonavisty).